# Giuseppe Castiglione (politico)
Giuseppe Castiglione (Bronte, 5 ottobre 1963) è un politico italiano, già Presidente della Provincia di Catania, dell'UPI e del CEPLI (European Confederation of Local Intermediate Authorities). È il genero di Giuseppe Firrarello.

## Biografia
Nato a Bronte, in provincia di Catania, ha conseguito la maturità classica, è stato dirigente d'azienda e dal 1990 è giornalista pubblicista iscritto all'ordine dei giornalisti della Sicilia.

### Attività politica
Membro del Comitato di gestione dell'USL 39 - Bronte (1984-1989); Presidente del Comitato dei Garanti dell'USL 39.
Ha iniziato l'attività politica come consigliere comunale di Bronte dal 1989 al 1992 per la Democrazia Cristiana (DC).
Nel 1994, con lo scioglimento della DC, aderisce alla rinascita del Partito Popolare Italiano di Mino Martinazzoli, ma l'anno successivo, nella disputa interna al PPI tra la componente a sinistra del partito guidata da Giovanni Bianchi e Gerardo Bianco (favorevole ad un'alleanza con L'Ulivo di Romano Prodi) e quella a destra del partito guidata da Rocco Buttiglione (favorevole ad un'alleanza con Forza Italia di Silvio Berlusconi), si schiera decisamente in quest'ultima, dove segue Buttiglione nella sua separazione dal PPI, aderendo ai Cristiani Democratici Uniti (CDU) di Rocco Buttiglione.
Alle elezioni regionali in Sicilia del 1996 si candida nelle liste del CDU, venendo eletto con 8.487 preferenze nella circoscrizione di Catania deputato all'Assemblea Regionale Siciliana (ARS). Diventa successivamente assessore regionale all'Industria della Regione Siciliana nella giunta di Giuseppe Provenzano del centro-destra (1996-1998), la prime e seconda giunta di Giuseppe Drago del centro-destra (1998), la I e II Giunta di Angelo Capodicasa di centro-sinistra (1998-2000).
Dopo un breve passaggio nell'Unione Democratica per la Repubblica di Francesco Cossiga (nel 1998) e poi nell'UDEUR di Clemente Mastella (nel 1999), nel 2000 aderisce a Forza Italia.
Il 24 giugno 2001 è stato rieletto all'Ars nella lista di Forza Italia con 18.087 voti, il più votato in Sicilia. Viene nominato Vicepresidente della Regione Siciliana e Assessore regionale all'Agricoltura nella prima giunta Cuffaro, fino al 2004. Vicepresidente nazionale dell'AICCRE (Associazione italiana Comuni e Regioni d'Europa); membro del Consiglio mondiale della CGLU (Città e governi locali uniti)".
Eletto Parlamentare europeo in FI nel 2004 nella circoscrizione Italia insulare, aderisce al gruppo del Partito popolare europeo e si dimette dall'ARS. Membro della Commissione per l'agricoltura e lo sviluppo rurale, della Commissione per le libertà civili, la giustizia e gli affari interni e della Delegazione per le relazioni con i paesi del Maghreb e l'Unione del Maghreb arabo (compresa la Libia), è anche membro sostituto della Sottocommissione per i diritti dell'uomo e della Delegazione per le relazioni con la Repubblica popolare cinese. È stato anche portavoce di Forza Italia al Parlamento europeo e vice-coordinatore regionale di Forza Italia in Sicilia.

#### Presidente della Provincia di Catania
Viene proclamato presidente della Provincia regionale di Catania il 18 giugno 2008, eletto in una coalizione di centrodestra. L'11 settembre successivo si dimette da europarlamentare.
Nell'aprile 2009 viene nominato coordinatore regionale del Popolo delle Libertà in Sicilia assieme a Domenico Nania, diventando il luogotenente del ministro della giustizia Angelino Alfano nel PdL nella regione.
Viene eletto presidente dell'UPI (Unione delle Province d'Italia) l'11 dicembre 2009. Il 10 novembre 2010 è eletto Presidente della associazione europea delle province, ovvero dell'istituto del CEPLI (European Confederation of Local Intermediate Authorities).
Il 31 ottobre 2012 rassegna le dimissioni da Presidente della Provincia di Catania per potersi candidare alle elezioni politiche del 2013 dove è eletto alla Camera nella lista del PDL. Con le dimissioni dalla Presidenza della Provincia lascia la Presidenza dell'UPI e del CEPLI.

#### Sottosegretario alle politiche agricole
In seguito alla nascita del governo di larghe intese guidato da Enrico Letta tra PdL, Partito Democratico (PD), Unione di Centro e Scelta Civica, il 3 maggio 2013 entra a far parte del governo Letta, venendo nominato il 2 maggio dal Consiglio dei Ministri (CdM) sottosegretario di Stato al Ministero delle Politiche Agricole, Alimentari e Forestali, affiancando il ministro PdL Nunzia De Girolamo.
Il 16 novembre 2013, con la sospensione delle attività del Popolo della Libertà, aderisce al Nuovo Centrodestra (NCD) guidato da Angelino Alfano, venendo indicato il successivo 10 gennaio 2014 come coordinatore regionale di NCD per la Sicilia.
Con la caduta e la fine del governo Letta per volere del neo-segretario del PD Matteo Renzi per diventare Presidente del Consiglio, e alla nascita del suo governo, il 28 febbraio 2014 viene confermato sottosegretario alla politiche agricole dal CdM, affiancando il neo-ministro del PD Maurizio Martina.
Il 23 giugno 2015 la Camera discute tre mozioni di censura presentate dalle opposizioni contro Castiglione, coinvolto nell’inchiesta di Mafia capitale e nelle indagini sul Centro di accoglienza di Mineo in Sicilia: quelle di Sinistra Ecologia Libertà (SEL) e Lega Nord impegnano il governo ad invitare Castiglione a dimettersi da sottosegretario di Stato, mentre quella dal Movimento 5 Stelle (M5S) impegna il governo a revocargli proprio l'incarico. Alla fine tutte e tre le mozioni vengono respinte con 108 voti favorevoli e 304 contrari (M5S), 92 voti favorevoli e 303 contrari (SEL) e 86 voti favorevoli e 306 contrari (Lega Nord).
Con la nascita del governo presieduto da Paolo Gentiloni, il successivo 29 dicembre 2016 viene ancora confermato nel ruolo di sottosegretario alle politiche agricole, che manterrà fino al 1º giugno 2018.
Il 18 marzo 2017, con lo scioglimento di NCD e la fondazione del suo successore Alternativa Popolare, aderisce a tale formazione.
Non si ricandida alle elezioni politiche del 2018, ritornando brevemente in Forza Italia.

#### Ritorno alla Camera
Nel 2022, in vista delle elezioni politiche anticipate del 25 settembre, aderisce ad Azione di Carlo Calenda, con cui viene ricandidato alla Camera, come capolista nel collegio plurinominale Sicilia 2 - 02 nella lista Azione - Italia Viva, risultando eletto.
Il 14 maggio 2024, in vista delle elezioni europee, si separa da Azione a causa di “divergenze politiche relativamente ai suoi rapporti con Salvatore Cuffaro” e torna in Forza Italia.

#### Vice-Presidente della Commissione d'inchiesta sulla crisi demografica
Nel corso della XIX legislatura dall'11 febbraio 2025 è stato eletto vicepresidente della Commissione d'Inchiesta monocamerale sugli effetti economici e sociali derivanti dalla transizione demografica in atto e istituita nel 2024.

## Procedimenti giudiziari

### Turbativa d'asta
Nel 1998 vien indagato per turbativa d'asta nell'ambito dell'inchiesta per le tangenti all'Ospedale Garibaldi di Catania, nel 1999 è stato condannato in primo grado a 10 mesi di carcere, insieme al suocero e senatore di Forza Italia Giuseppe Firrarello, (condannato in via definitiva a due anni di reclusione per corruzione e turbativa d'asta nell'ambito della stessa inchiesta). Imputato anche per concorso esterno in associazione mafiosa, accusa da cui venne prosciolto nel corso dello stesso processo.
Il 12 novembre 2004 Castiglione viene assolto in appello dall'accusa di turbativa d'asta, perché il fatto non sussiste.
La sentenza d'appello, per quanto impugnata dalla Procura Generale, è stata confermata dalla Suprema Corte di Cassazione Sez. I n. 1161 dell'11/11/2005 che lo ha definitivamente assolto.

### Turbativa d'asta bis
A giugno 2015 viene indagato, insieme ad altre 5 persone, per turbativa d'asta nell'inchiesta della procura di Catania sull'appalto per la gestione del Cara di Mineo.